# سد اشنویه
سد چپرآباد اشنویه سدی است که عملیات اجرایی آن در سال ۱۳۸۲ آغاز شد. این سد به ارتفاع ۴۶ متر از نوع خاکی با هسته رسی بوده و طول تاج آن ۴۸۸ متر، عرض تاج ۱۰ متر و ارتفاع از پی ۳۴ متر و همچنین مساحت مخزن آن ۵۵۰ هکتار است. این سد در ۱۰ کیلومتری شهرستان اشنویه بر روی رودخانه چپرآباد قرار دارد.
این سد مخزن آبی به حجم ۳۸ میلیون و حجم تنظیمی ۷۱ میلیون مترمکعب دارد. قرار است سالانه ۲۷ میلیون مترمکعب از آب‌های روان رودخانه کانی رش و حدود ۵۰ میلیون مترمکعب از آب سد سیلوه به مخزن سد چپرآباد هدایت شود.